# Nationaal Park Toezlovski Lymany
Het Nationaal Park Toezlovski Lymany (Oekraïens: Національний природний парк «Тузловські лимани») is een nationaal park gesitueerd in het zuidwesten van de oblast Odessa in Oekraïne. Het N.P. Toezlovski Lymany werd per presidentieel decreet opgericht op 6 januari 2010 (№ 1/2010). De oprichting vond plaats met het oog op het behoud en bescherming van de estuaria rondom de Zwarte Zee. In het estuarium monden de Alkalia, Chadzjyder en enkele kleine rivieren uit. Het Nationaal Park Toezlovski Lymany heeft een oppervlakte van 278,65 km².

## Flora en fauna
In het gebied komen vooral zoutminnende planten voor. Aan de Zwarte Zeekust staan zeldzame bestanden van klein zeegras (Zostera noltii). De estuaria hebben een hoge biodiversiteit en zijn met name voor vogels belangrijk. Zo leven hier onder andere de kluut (Recurvirostra avosetta), steltkluut (Himantopus himantopus), griel (Burhinus oedicnemus), vorkstaartplevier (Glareola pratincola) en steppevorkstaartplevier (Glareola nordmanni). Enkele zoogdieren in het gebied zijn de westelijke blindmuis (Spalax leucodon) en hermelijn (Mustela erminea).

## Afbeeldingen

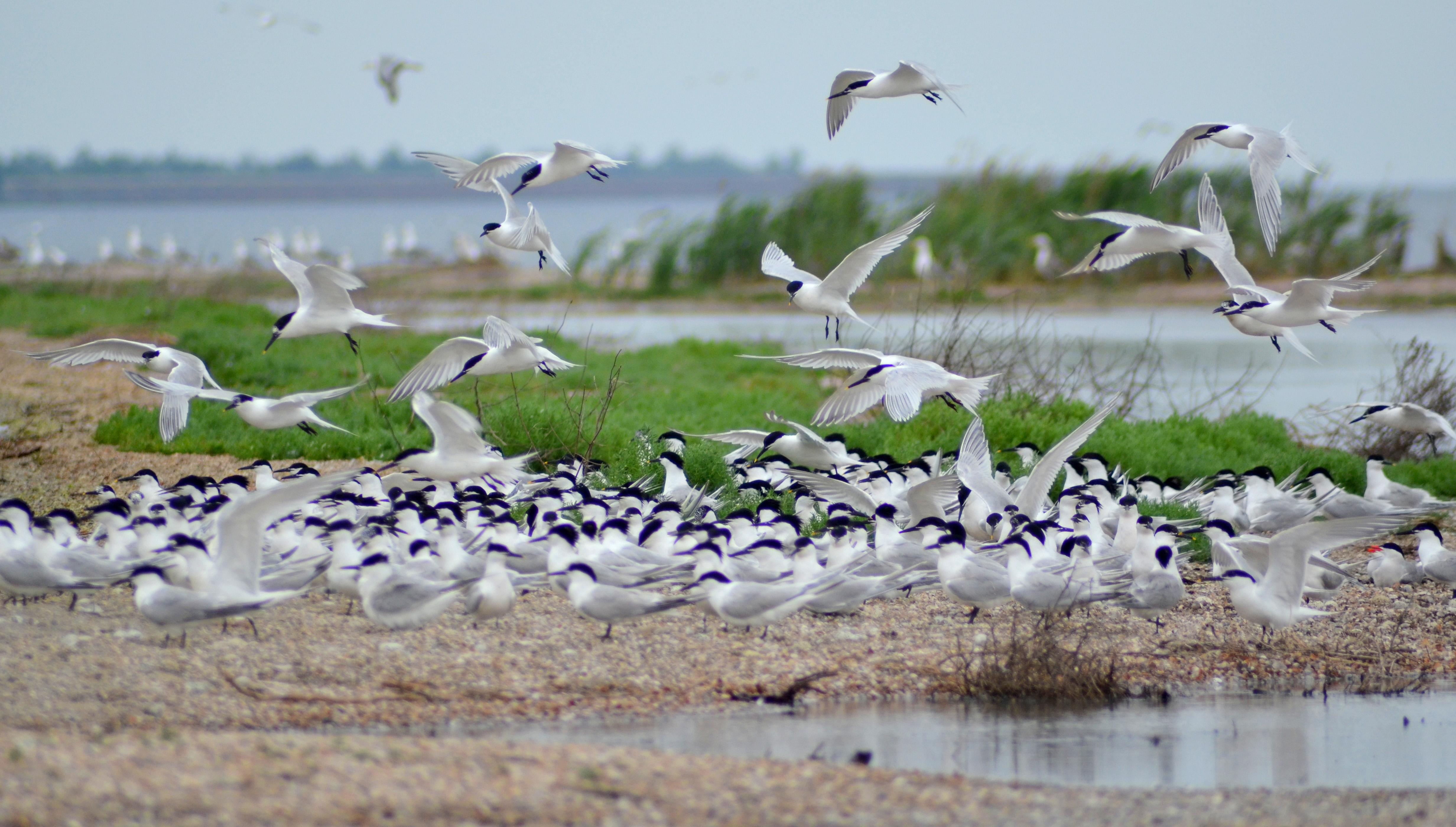
Kolonie van grote sterns (Thalasseus sandvicensis).
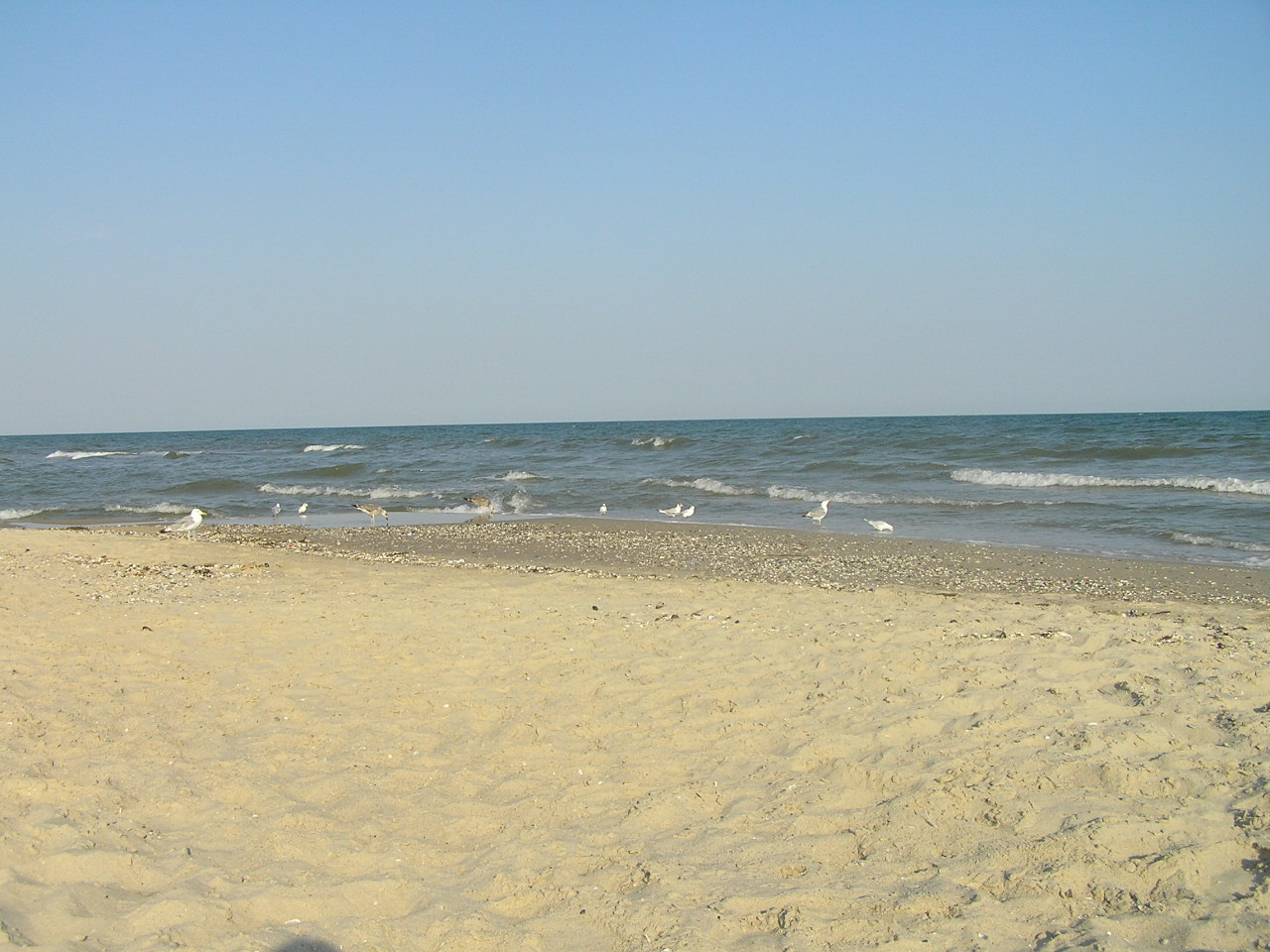
Kust van de Zwarte Zee.
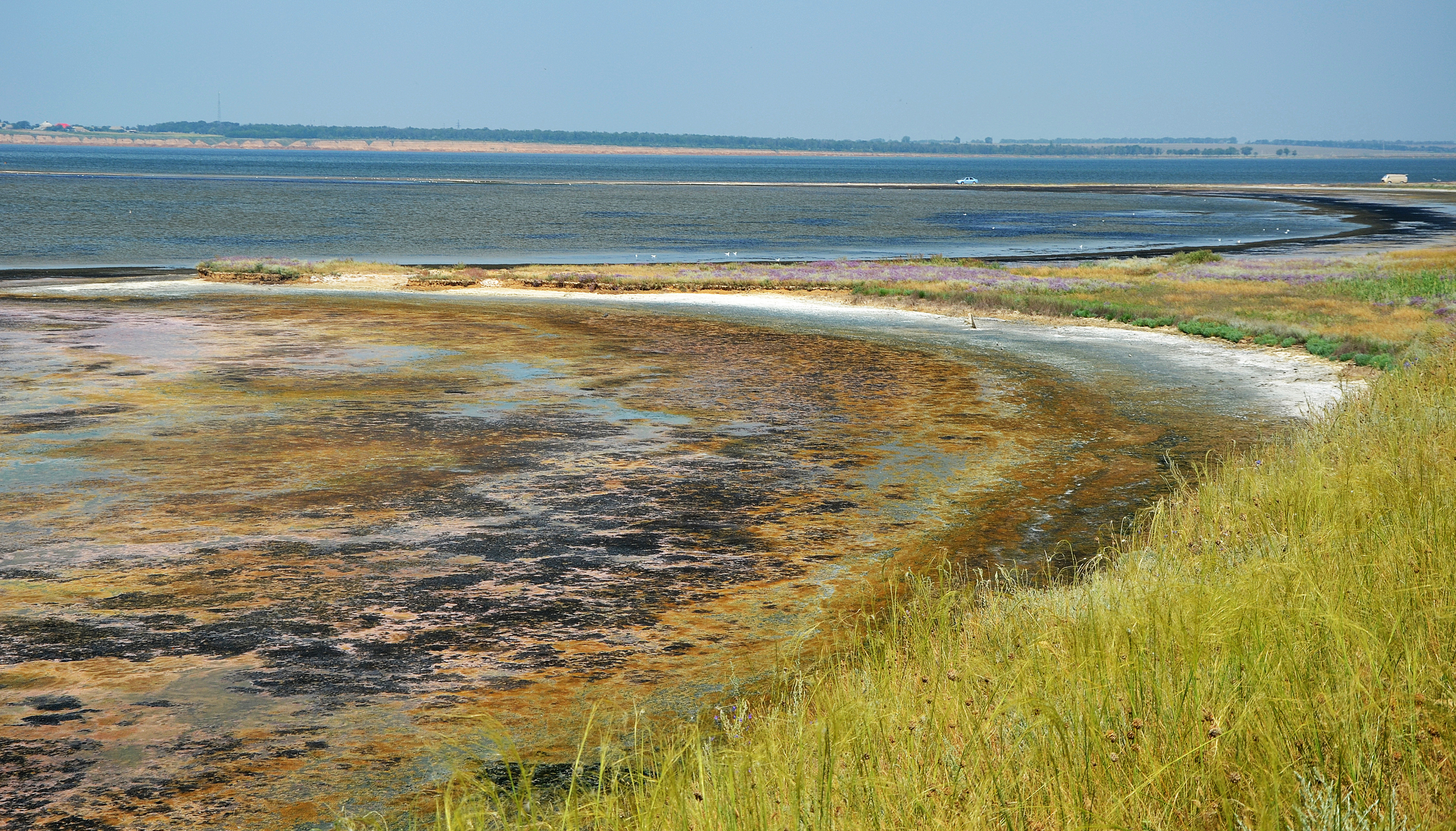
Estuarium.
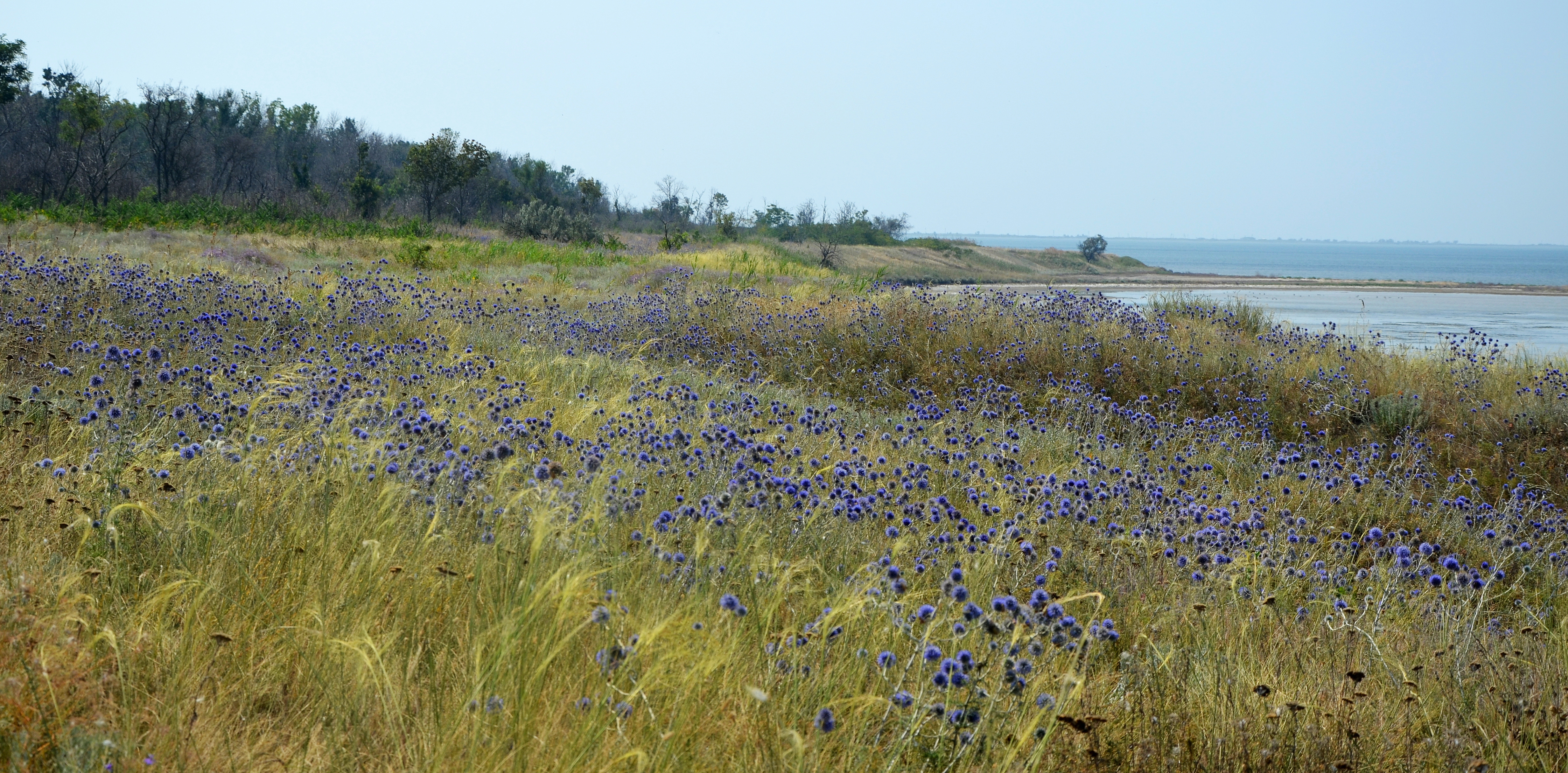
Kustvegetatie.
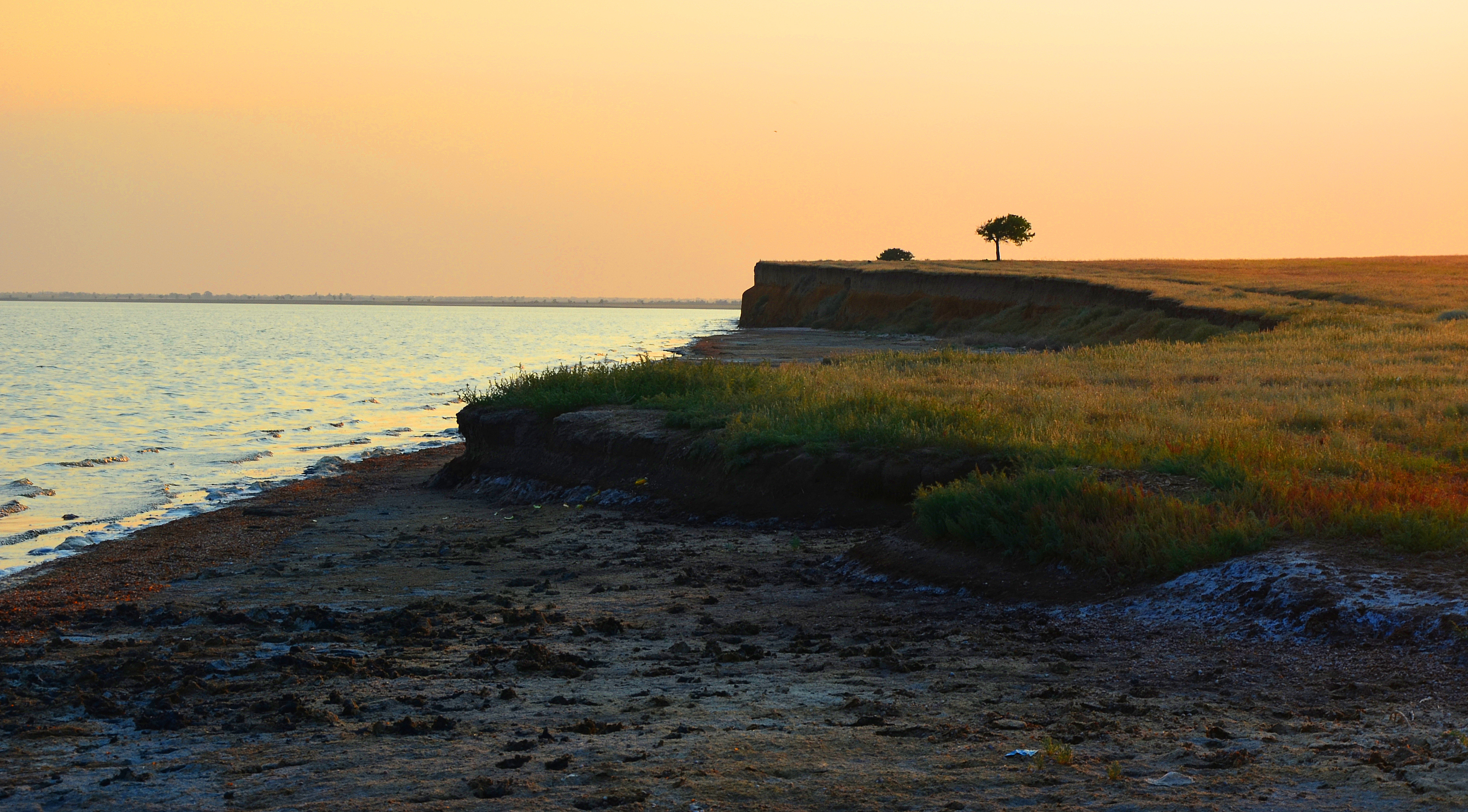
Zonsondergang in het N.P. Toezlovski Lymany.

...
Boezky Hard · 
Chotynsky · 
Desnjansko-Starohoetsky · 
Homilsjanski Lisy · 
Karmeljoek-Podolië · 
Karpaten · 
Noord-Podolië · 
Oezjansky · 
Podilski Tovtry · 
Synevyr · 
Skolivski Beskydy · 
Toezlovski Lymany · 
Tsoemanska Poesjtsja · 
Zalissja
...